# ナイものねだりはもうお姉妹
『ナイものねだりはもうお姉妹』（ないものねだりはもうおしまい）は、2013年4月26日にAriesから発売された18禁恋愛アドベンチャーゲームである。
本作は、劣等感を抱く二組の姉妹が主人公を取り合うアダルトゲームであり、各々が持つコンプレックスを克服することを主題としている。
純愛路線を謳っているが、ハメ撮りしているように見えるグラフィックが存在するなど、Hシーンにも力が入っている。

## あらすじ
プロローグ～共通ルート
雨宮家の末っ子長男武蔵は、二人の姉にこき使われつつも、家の向かい側に住む親類の一之瀬姉妹と仲良くなり、幸せな日々を送っていた。だがある日、雨宮夫妻が一之瀬夫妻とともに半年間の旅行に出てしまったため、一之瀬姉妹が雨宮きょうだいのもとへ転がり込む。加えて、武蔵が帆花から愛の告白をされたことで、彼がとられてしまうと感じた姉妹たちは、なんとかせねばと言わんばかりに想いを行動に移した。
和葉ルート
ある日を境に、一之瀬和葉が食事の場でふさぎ込むようになる。これがきっかけで、和葉が武蔵と本音で話し合った結果、二人は結ばれる。
その矢先、和葉が練習中に足を負傷する。医者から棄権するよう念を押されていたものの、後悔したくないという気持ちから大会に出、3位にランクインした。
数週間後、ケガから復帰した和葉は、武蔵とともに将来について思いをはせる。
帆花ルート
帆花は自分の姉・和葉の反応を見て一度は後悔したものの、武蔵との付き合いを始める中で、花嫁修業に動き出す。
美咲ルート
美咲は、弟の武蔵と姉の七海の仲の睦まじさに気づいていたものの、弟からは異性として見られていないことに気づき、七海とは対照的な態度を見せるようになる。
ある日、姉の気持ちに気づいた美咲は、弟に自らの気持ちを話す。これにより、武蔵は美咲を異性として見るようになり、二人は結ばれる。
七海ルート
ある日、武蔵は七々原彩花を通じて、七海が留学するであろうという話を聞く。

## 登場人物

### 主人公
雨宮 武蔵 （あまみや むさし）
姉達にこき使われる。

### メインヒロイン
雨宮 七海 （あまみや ななみ）
声：一色ヒカル
雨宮家長女。成績優秀。弟の動向を見抜くことができるほどのシスコンでもある。 自由にふるまう美咲をうらやましく思っている。
雨宮 美咲 （あまみや みさき)
声：桃井穂美
雨宮家次女。 ずぼらな性格で、ゲームとアニメが好き。帆花に性教育を仕込んでいるが、どこか間違っている。姉のことを尊敬しつつも羨望の念を抱いている。
一之瀬 和葉 （いちのせ かずは）
声：中家志穂
隣の家に住む一之瀬家の長女。 武蔵とは幼馴染。かつては虚弱体質だったが、現在はそう感じさせないほど明るい。その一方で、素直になれない一面もある。帆花の無邪気さに羨望の念を抱いている。
一之瀬 帆花 （いちのせ ほのか）
声：雪村とあ
一之瀬家次女。 武蔵に好意を寄せる。
葛城 穂鳥 （かつらぎ ほどり)
声：香澄りょう
和葉の幼馴染で武蔵の同級生。

### メインキャラクターの関係者
七々原 彩花 （ななはら あやか）
声:青葉りんご
武蔵たちの通う学校の特別講師。

## 製作スタッフ
- 原画・キャラクターデザイン - 戌角柾[1]、有子瑶一[1]
- シナリオ - 高津新、保桜、芳井一、毘沙素
- BGM - project lights

## 主題歌
オープニングテーマ「Practice」
作曲・編曲 - 椎名俊介（Angel Note） / 歌・作詞 - 真里歌（Angel Note）
挿入歌「恋風 -SweetHeart-」
作曲・編曲 - maru（project lights） / 歌・作詞 - Lira（project lights）
挿入歌「道標-2013 arrange ver.-」
作曲・編曲 - 椎名俊介（Angel Note） / 歌・作詞 - 真里歌（Angel Note）
エンディングテーマ「Find The Gate」
作曲・編曲 - Meis Clauson（Angel Note） / 歌・作詞 - 真里歌（Angel Note）

## 反響
Ariesのプロデューサーのやまさきともやは、「テックジャイアン」2013年11月号に掲載されたブランドインタビューの中で、本作の反響について言及している。
やまさきは、前作『俺の彼女のウラオモテ』よりもヒロインとの距離が近い設定を生かしたHシーンや本番数の増強が評価されたと話す一方、物語が単調になってしまったと振り返っている。
また、やまさきは、ゲーム全体をプレイしたユーザーと一部のみをプレイしたユーザーの反応が全く違っており、前者のユーザーの反応が良かったと話している。